# بروك د. أندرسون
بروك د. أندرسون (بالإنجليزية: Brooke D. Anderson)‏ هي دبلوماسية أمريكية، ولدت في 1964.